# Renaud Cojo
Renaud Cojo, est un metteur en scène, auteur et réalisateur français né en 1966,.

## Biographie
Renaud Cojo nait en 1966 à Talence en banlieue de Bordeaux. Il suit des études de sociologie puis rencontre le théâtre. Il crée en 1991 le label  Ouvre le Chien avec un spectacle manifeste "Outrage au public" de Peter Handke. En 1992, il participe au Festival de Blaye en Gironde avec  le projet Les Taxidemistes, textes écrits collectivement par des déficients mentaux sous la direction de Thierry Lahontâa et résidents d'un Centre d'Aide par le Travail. Le spectacle est joué plus de 130 fois en Europe. Après des représentations au Canada et en Belgique, ce spectacle terminera sa tournée au Théâtre de la Cité Internationale à Paris.
Ses projets sont ensuite créés pour le Festival Sigma à Bordeaux grâce à la perspicacité de Roger Lafosse qui accueille la compagnie du jeune Cojo au sein de ses bureaux sur les quais à Bordeaux. (W)hat In The World en 1994 et Do Hit en 1996 avec Metallovoice ex Tambours du Bronx. Son travail s'articule alors autour des notions d’instinct, d’ambiguïté, de fragmentation, d’ébauche avec notamment Lolicom (Manga, Manga) , pièce interprété par Lucia Sanchez, Claire-Émilie Brossier (reprise Elsa Gendre), Yuan Chang Lin, Julie Nancy et Michel Schweizer, et créée au Théâtre National de Bordeaux avec laquelle il obtient le prix du jury du Festival du Jeune Théâtre d'Alès en 1997.
Avec Pour Louis de Funès de Valère Novarina, interprété par Dominique Pinon, Phaedra’s Love de Sarah Kane (création française de L'Amour de Phèdre) au Théâtre de la Bastille avec Claude Degliame, Thierry Frémont, Lucien Marchal, Marie Vialle et Jean-Claude Bonnifait ou encore La Marche de l’architecte de Daniel Keene, pour le Festival d’Avignon 2002, Renaud Cojo s'impose comme l'un des metteurs en scène les plus singuliers de sa génération.
Entre 2005 et 2006 il conçoit Le Zootropiste, duo présenté au Théâtre du Rond-Point, qu'il interprète lui-même en compagnie de Patrick Robine puis Bernard Blancan (enfin disponible !), solo pour le comédien Bernard Blancan.
Progressivement Renaud Cojo développe un théâtre-performance qui se confronte souvent à la musique et la façon dont elle agite la sphère de l'intime - notamment à David Bowie avec Et puis j’ai demandé à Christian de jouer l’intro de Ziggy Stardust (en tournée européenne 2010/2016 soit 142 dates) - et le théâtre documentaire ou participatif.
Dans la continuité de ce travail, Renaud Cojo prolonge la question de l’identité virtuelle comme moteur d’un théâtre-vérité investissant le champ des réseaux sociaux à travers Plus tard, j’ai frémi au léger effet de reverbe sur I Feel Like A Group Of One (Suite Empire) et Œuvre/Orgueil d’après les travaux de Edouard Levé au Théâtre National de Bordeaux-Aquitaine en 2014.
Il présente son premier film Low à la Philharmonie de Paris dans le cadre du projet Low/Heroes, un hyper-cycle Berlinois, inspiré de la période berlinoise de Bowie, interprété par Bertrand Belin sur une musique de Philip Glass et collabore pour l'occasion avec la chorégraphe québécoise Louise Lecavalier.
En 2022, il présente au Théâtre National de Bordeaux P.U.N.K « People Under No King » création qui réunit l’Ensemble Un (David Chiesa), ensemble de musique improvisée, et les performeurs Annabelle Chambon et Cédric Charron autour du courant punk et des écrits de Lester Bangs.
Il conçoit la forme participative Passion Disque/ 3300 tours à l'occasion de l'édition zéro de Discotake à Bordeaux, invitant à chaque représentation de nouveaux amateurs à confier ce qui les lie à un album de musique. Le spectacle se recrée à Montreuil, Tarbes, Bressuire, Armentières, Toulouse, Malakoff,St Brieuc, Dreux, Saint Barthélémy d'Anjou, Lille ...
En 2019, il crée l’édition zéro du festival Discotake, à Bordeaux. Cet évènementl conçu comme une biennale propose des rencontres, des performances uniques d’artistes dont le geste est issu d’un album de référence ainsi qu'un cover-concert, une restitution intégrale en concert de la totalité d’un album référent. En 2021, il y invite Fanny de Chaillé et Sarah Murcia qui conçoivent une performance sur Lou Reed, Michel Schweizer sur Christophe, Rébecca Chaillon sur Kassav' et Sophie Perez et Xavier Boussiron sur Léo Ferré. Rodolphe Burger reprend en integralité Radioactivity de Kraftwerk. En 2023, il poursuit avec Sébastien Barrier, Mathieu Bauer, Solenn Denis, Colyne Morange...
Auteur, son premier roman A l’Ennemi qui ne m’a pas laissé le temps de le tuer paraît aux Éditions les Moires en septembre 2019. Scénariste de la bande-dessinée Crépuscule des Pères (Sandrine Revel, dessinatrice), son album paraît en juin 2021 aux Éditions Les Arènes. L'ouvrage raconte son parcours de père en position de demandeur de garde-alternée.

## Spectacles

### Concepteur
- 1992 : Les Taxidermistes - Festival de Théâtre de Blaye et de l'Estuaire
- 1993 : Maïakovski Nuage Tour - Festival du Jeune Théâtre d'Alès[25]
- 1994 : What in the W(orld) - tournée
- 1997 : Lolicom (Manga, Manga) - tournée
- 1998 : Pour Louis de Funès de Valère Novarina - Théâtre de la Bastille et tournée[26]
- 1999 : Les Familiers - tournée
- 2000 : Phaedra's Love de Sarah Kane - Théâtre de la Bastille et tournée[27]
- 2002 : La Marche de l'architecte de Daniel Keene - Festival d'Avignon et tournée[28]
- 2002 : La Terre, leur demeure de Daniel Keene - Festival d'Avignon[29]
- 2004 : Dernier spectacle avant (ouverture) - tournée
- 2005 : Sniper de Pavel Hak - tournée
- 2005 : Le Zootropiste - Théâtre du Rond-Point et tournée[30]
- 2007 : Reprise(s) d’Olivier Robert - tournée
- 2007 : Elephant People de Daniel Keene - Théâtre National de Bordeaux et tournée
- 2007 : Blancan (enfin disponible !) - tournée
- 2009 : Et puis j’ai demandé à Christian de jouer l’intro de Ziggy Stardust - tournée
- 2010 : ...Plus tard, j'ai frémi au léger effet de reverbe sur « I Feel Like A Group Of One » - tournée[31]
- 2011 : Mort à crédit de Louis-Ferdinand Céline - Théâtre Essaïon (Paris)[32],[33]
- 2015 : Low/Heroes - Opéra national de Bordeaux et tournée
- 2013 : Œuvre/Orgueil d'après Édouard Levé - Théâtre National de Bordeaux et tournée
- 2014 : À cause d’un moment - Glob Théâtre (Bordeaux)
- 2017 : Haskell Junction - Théâtre National de Bordeaux et tournée[34],[35]
- 2018 : Finn McCool... Légendes d'Eire - Le Pin Galant (Mérignac)
- 2018 : Par la preuve que le réel n'existe pas - tournée
- 2019 : Ghost Rider - Festival Discotake (Bordeaux)[36]
- 2021 : 3300 tours - tournée
- 2022 : Les Fées de l'arbre d’Agnès Duvivier - co-mise en scène avec Sonia Millot - Théâtre du Pont Tournant (Bordeaux)[37]
- 2022 : P.U.N.K. d'après Lester Bangs - tournée

### Interprète
- 1997 : Lolicom (Manga, Manga)  de Renaud Cojo - tournée
- 2000 : Kings de Michel Schweizer- tournée[38]
- 2005 : Le Zootropiste de Renaud Cojo - Théâtre du Rond-Point et tournée
- 2008 : Dracula ou la non-mort, d'après Bram Stoker, mise en scène Yvan Blanloeil - Théâtre National de Bordeaux[39]
- 2010 : ...Plus tard, j'ai frémi au léger effet de reverbe sur « I Feel Like A Group Of One » de Renaud Cojo - tournée
- 2013 : Œuvre/Orgueil de Renaud Cojo, d'après Édouard Levé - Théâtre National de Bordeaux et tournée
- 2017 : Haskell Junction de Renaud Cojo - Théâtre National de Bordeaux et tournée

## Publications
- 2002 : Rave / ma religion (Livre + CD), 82 p, Editions William Blake and co  (ISBN 2-911059-20-4)[40]
- 2019 : A l'ennemi qui ne m'a pas laissé le temps de le tuer[41], 195 p, Les Editions Moires  (ISBN 9791091998444)[42]
- 2021 : Crépuscule des pères de Sandrine Revel et Renaud Cojo, 157 p, Editions Les Arènes BD  (ISBN 1037502205)[43]

## Filmographie
- 2015 : Low[44],[45]
- 2015 : Je parle en fou, clip pour Bertrand Belin[46]

## Distinctions
1997: Prix du jury au Festival du Jeune Théâtre d'Alès pour Lolicom (Manga, Manga)